# Criptofà
Un criptofà és una estructura molecular macrocíclica tancada que pot funcionar com a contenidor de molècules més petites.
El primer criptofà, el criptofà-A, fou sintetitzat el 1981 per part dels químics francesos del Collège de France André Collet (1945–1999) i Jacqueline Gabard. L'estructura d'un criptofà consisteix en dos anells de ciclotribenzilens disposats en paral·lel i connectats per tres cadenes de carbonis que poden variar en longitud i grups funcionals presents. Aquesta estructura crea una cavitat el volum de la qual depèn de la naturalesa i conformació d'aquestes tres cadenes. La majoria dels criptòfans presenten dues formes diastereomèriques (sin i anti), distingides pel seu tipus de simetria.
El mot «criptofà» prové del llatí crypta que, a la vegada, prové del grec κρύπτη krýptē, que significa recobert, amagat, ocult, secret; més la terminació «fà» emprada per la IUPAC per anomenar estructures cícliques on hi ha benzens enllaçats per mitjà de cadenes de carbonis.
Els criptofans han estat àmpliament estudiats relacionats amb la seva capacitat per encapsular selectivament molècules de gasos petites. La cavitat pot capturar selectivament molècules les dimensions de les quals són compatibles amb la mida de la cavitat. El criptofà-A, el més petit de la sèrie, presenta una forta afinitat pel metà. El criptofà-111, té una mida de cavitat limitada a ~ 73 Å3, el que li permet ser un excel·lent hoste per a gasos petits com hidrogen, metà, xenó, etè i età. De fet, presenta l'afinitat més grossa pel xenó que té un volum de van der Waals de 42 Å3 en dissolvents orgànics amb una constant d'unió d'1 × 104 M-1 a 293 K i una velocitat de descomplexació molt lenta.
El desenvolupament d'hostes per a la unió selectiva del gas noble xenó i altres gasos petits és d'interès a causa de les possibles aplicacions en detecció, separació i emmagatzematge. En els darrers anys, els criptofans que s'uneixen eficaçment al xenó han esdevingut molt importants en el context de les tecnologies de biodetecció basades en mesures de ressonància magnètica del xenó 129. D'altra banda, la separació de gasos es produeix normalment per destil·lació criogènica, que se sap que és molt costosa energèticament. Els criptofans poden tenir propietats intrigants cap a materials que presenten porositat «sense porus» o mostren un confinament extrem d'espècies gasoses només per les forces de van der Waals.
| Estructura                  | Estructura | Estructura | Nom  | Nom |
| Ponts Y                     | R1         | R2         | anti | syn |
| --------------------------- | ---------- | ---------- | ---- | --- |
| 3 × O(CX₂)₂O, on X és H o D | OCX₃       | OCX₃       | A    |     |
| 3 × O(CX₂)₂O                | OCH₂CO₂H   | OCH₂CO₂H   | A3   |     |
| 3 × O(CX₂)₂O                | OCH₃       | H          | C    | D   |
| 3 × O(CH₂)₃O                | OCH₃       | OCH₃       | E    | F   |
| 3 × O(CH₂)₃O                | OCH₂CO₂H   | OCH₂CO₂H   | E3   |     |
| 3 × O(CH₂)₅O                | OCH₃       | OCH₃       | O    | P   |
| 3 × O(CH₂)₅O                | OCH₂CO₂H   | OCH₂CO₂H   | O3   |     |
| 3 × OCH₂C≡CC≡CH₂O           | CH₃        | CH₃        | γ    | δ   |
| 2 × O(CH₂)₂O, 1 × O(CH₂)₃O  | OCH₃       | OCH₃       | 223  |     |
| 2 × O(CH₂)₃O, 1 × O(CH₂)₂O  | OCH₃       | OCH₃       | 233  |     |
| 2 × O(CH₂)₂O, 1 × O(CH₂)₄O  | OCH₃       | OCH₃       | 224  |     |